# Zeraphine
Zeraphine es una banda alemana de rock gótico surgida en el año 2000 bajo la iniciativa del vocalista Sven Friedrich y el guitarrista Norman Selbig tras la disolución de su anterior banda Dreadful Shadows. Inicialmente la línea de esta nueva banda era similar a la anterior, pero con una notable diferencia en las letras que pasaban a estar escritas en alemán. Sin embargo, a partir del segundo disco (Traumaworld, 2003) vuelven a usar el inglés en su música y desde entonces usan ambos idiomas en todos los discos.

## Miembros
- Sven Friedrich - voz
- Norman Selbig - guitarra
- Manuel Senger - guitarra
- Michael Nepp - bajo
- Marcellus Puhlemann - batería

## Discografía

### Álbumes
- Kalte Sonne (2002)
- Traumaworld (2003)
- Blind Camera (2005)
- Still (2006)
- Whiteout (2010)
- Tributes (2019: disco de covers lanzado en una edición limitada de 1000 copias exclusivamente para los miembros de Shadowplay Fanclub).

### Recopilatorios
- Years In Black (2007)

### Sencillos
- "Die Wirklichkeit" (2002 sencillo promocional)
- "Be My Rain" (2003 sencillo promocional)
- "New Year's Day" (2004 cover de U2)
- "Die Macht In Dir" (2004)